# 50400
50400（五万四百、ごまんよんひゃく）は、自然数また整数において、50399の次で50401の前の数である。

## 性質
- 50400は合成数であり、約数は1, 2, 3, 4, 5, 6, 7, 8, 9, 10, 12, 14, 15, 16, 18, 20, 21, 24, 25, 28, 30, 32, 35, 36, 40, 42, 45, 48, 50, 56, 60, 63, 70, 72, 75, 80, 84, 90, 96, 100, 105, 112, 120, 126, 140, 144, 150, 160, 168, 175, 180, 200, 210, 224, 225, 240, 252, 280, 288, 300, 315, 336, 350, 360, 400, 420, 450, 480, 504, 525, 560, 600, 630, 672, 700, 720, 800, 840, 900, 1008, 1050, 1120, 1200, 1260, 1400, 1440, 1575, 1680, 1800, 2016, 2100, 2400, 2520, 2800, 3150, 3360, 3600, 4200, 5040, 5600, 6300, 7200, 8400, 10080, 12600, 16800, 25200, 50400である。
  - 約数の和は203112。
- 27番目の高度合成数であり、約数を108個持つ。1つ前は45360、次は55440。
- 224番目の矩形数（224 × 225）である。1つ前は49952、次は50850。
- 1～10までの自然数と12（22 × 3）, 25（52）, 32（25）の最小公倍数である。
- 6818番目のハーシャッド数である。1つ前は50382、次は50402。
- 50400 = 7! × 10
  - n = 7 のときの n ! × 10 の値とみたとき1つ前は7200、次は403200。
- 50400 = 25 × 32 × 52 × 7
  - 4つの異なる素因数の積で p 5 × q 2 × r 2 × s の形で表せる最小の数である。次は70560。
- 50400 = 7! + 7! + 8!
  - n = 7 のときの n! + n! + (n + 1)! とみたとき1つ前は6480、次は443520。

## その他 50400 に関連すること
- 50400秒は14時間（60 × 60 × 14）である。
- 50400 = 360 × 140 であり、度数法で50400°は140回転分の角度（一般角）に相当する。